# Vi reser västerut
Vi reser västerut (originaltitel: Way Out West) är en amerikansk komedifilm med Helan och Halvan från 1937 i regi av James W. Horne.

## Handling
En gammal man dör och lämnar en värdefull guldgruva efter sig. Helan och Halvan får i uppdrag att överlämna äganderätten till guldgruvan till mannens dotter, som arbetar som servitris.
Men giriga släktingar lyckas lura till sig dokumenten, och när Helan och Halvan upptäcker detta så försöker de ställa allt till rätta igen. Det går dock inte särskilt bra för dem.

## Om filmen
En av filmens mest klassiska scener är den då Helan och Halvan sjunger The Trail of the Lonesome Pine, när Halvans sångröst sedan övergår till att först bli djup och sedan pipig efter Helan slagit honom i huvudet med en klubba. Halvans djupa sångröst var överdubbad av Chill Wills, en av medlemmarna i The Avalon Boys som i en tidigare scen framför At the Ball, That's All, medan den pipiga sångrösten tillhör Rosina Lawrence som spelar karaktären Mary Roberts i filmen.
I en scen råkar James Finlaysons karaktär, Mickey Finn, avfyra ett gevär i sin säng av misstag, varpå han säger "Dóh!". Matt Groening berättade i en intervju att han och Dan Castellaneta (rösten bakom Homer Simpson) hade sett filmen och att de tyckte om den. Därför började de använda repliken "Dóh!" i TV-serien The Simpsons, vilket är Homer Simpsons signaturläte när han klantar till sig.[källa behövs]
Ursprungligen spelades sheriffen i filmen av Tiny Sandford, men av okända skäl ersattes han av Stanley Fields. Scenerna med Sandford sparades dock och återanvändes i Hal Roachs bonusfilm That's That som utkom 1937 och bestod av överblivet material från Roachs produktioner. Sandford syns dock i denna film en kort stund.
Åsnan som förekommer i filmen är samma som används i duons senare långfilm Glada tyrolare som utkom 1938, året efter att denna film haft premiär.
Filmen finns utgiven på DVD och Blu-ray.

### Svenska visningar
Filmen har visats som både kortfilm och långfilm i Sverige. Den visades först som långfilm 13 december 1937 på biograferna Astoria och Plaza med titeln Glada galoscher, men har även gått under titlarna Helan och Halvan i vilda västern, Helan och Halvan i Vi reser västerut och Vi reser västerut. När filmen visats i olika kortfilmsversioner har titlarna varit Jakten går vidare, Tummen opp och Guldgruvan.

## Rollista (i urval)
- Stan "Halvan" Laurel – Stan (Halvan)
- Oliver "Helan" Hardy – Ollie (Helan)
- Sharon Lynn – Lola Marcel
- James Finlayson – Mickey Finn
- Rosina Lawrence – Mary Roberts
- Stanley Fields – Sheriff
- Tiny Sandford – Sheriff (bortklippt i den färdiga filmen)
- Vivien Oakland – Sheriffens fru
- Sam Lufkin – bagagebärare
- James C. Morton – bartender
- Ed Brandenburg – man i baren
- Jack Hill – man i baren
- Bobby Dunn – man i baren
- Harry Bernard – man som äter i baren
- Sammy Brooks – man utanför baren
- May Wallace – kvinna som arbetar i köket[2]
- Ham Kinsey – stand-in för Stan Laurel
- Cy Slocum – stand-in för Oliver Hardy, man i baren[4]